# بريزو
بريزو (بالإنجليزية: Brizo)‏ الاسم مشتق من اليونانية القديمة "βρίζω" ويعني النوم. هي إلهة يونانية قديمة كانت تُعرف باسم حامية الملاحين والبحارة والصيادين. كانت تعبد بشكل أساسي من قبل نساء ديلوس، اللواتي قدمن قرابين الطعام في قوارب صغيرة. عُرفت بريزو أيضًا بأنها نبية أو مُتنبئة أو عرافة متخصصة في تأويل الأحلام.